# Wahlkreis Leipzig Land 4
Der Wahlkreis Leipzig Land 4 (Wahlkreis 24) ist ein Landtagswahlkreis in Sachsen.
Er umfasst die Städte Brandis, Trebsen/Mulde und Wurzen sowie die Gemeinden Bennewitz, Borsdorf, Lossatal, Machern und Thallwitz und damit einen Teil des Landkreises Leipzig. Bei der letzten Landtagswahl (im Jahr 2019) waren 48.920 Einwohner wahlberechtigt.
Zu den Wahlen 1994 bis 2009 trug der Wahlkreis den Namen „Muldental 1“ und hatte die Wahlkreisnummer 34. Zur Landtagswahl 2014 wurde der Name an die in der Kreisreform 2008 geänderten Landkreise angepasst und eine neue Nummer vergeben. Dabei wurde auch der Zuschnitt an die neuen Kreisgrenzen angeglichen. So wurde die Gemeinde Mockrehna an den Wahlkreis Nordsachsen 2 abgegeben. Die Stadt Dahlen und das Gebiet der ehemaligen Stadt Schildau (inzwischen Teil von Belgern-Schildau) kamen zum Wahlkreis Nordsachsen 3. Dafür wurde die Stadt Trebsen/Mulde vom Wahlkreis Muldental 2 übernommen.

## Wahl 2024
Die Landtagswahl 2024 führte zu folgendem Ergebnis:
| Direktkandidat   | Partei              | Erststimmen in % | Zweitstimmen in % |
| ---------------- | ------------------- | ---------------- | ----------------- |
| Kay Ritter       | CDU                 | 38,2             | 32,2              |
| Mike Opolka      | AfD                 | 35,2             | 32,0              |
| Jens Kretzschmar | Die Linke           | 5,8              | 2,6               |
| Thomas Keller    | GRÜNE               | 2,4              | 2,6               |
| Thomas Glaser    | SPD                 | 5,8              | 7,0               |
| Markus Piontek   | FDP                 | 1,1              | 0,7               |
| Thomas Schumann  | Freie Wähler        | 10,3             | 6,4               |
| –                | Die Partei          | –                | 0,5               |
| –                | Piraten             | –                | 0,2               |
| –                | ÖDP                 | –                | 0,0               |
| –                | BüSo                | –                | 0,0               |
| –                | Tierschutz hier!    | –                | 1,1               |
| –                | dieBasis            | –                | 0,2               |
| –                | Bündnis C           | –                | 0,2               |
| –                | Bündnis Deutschland | –                | 0,3               |
| –                | BSW                 | –                | 11,3              |
| Eric Sallie      | Freie Sachsen       | 1,2              | 2,4               |
| –                | V-Partei3           | –                | 0,1               |
| –                | WU                  | –                | 0,2               |

## Wahl 2019
Vorläufiges Ergebnis der Landtagswahl am 1. September 2019 im Wahlkreis 26 – Leipzig Land 4:
(Ergebnisse in Prozent)
| Direktkandidat   | Partei               | Direktstimmen | Listenstimmen |
| ---------------- | -------------------- | ------------- | ------------- |
| Kay Ritter       | CDU                  | 32,2          | 35,0          |
| Jens Kretzschmar | Die Linke            | 11,4          | 8,6           |
| Birgit Kilian    | SPD                  | 8,0           | 8,1           |
| Jens Zaunick     | AfD                  | 29,0          | 28,8          |
| Annett Schmidt   | GRÜNE                | 4,9           | 5,6           |
| –                | NPD                  | –             | 0,7           |
| Sebastian Drews  | FDP                  | 3,2           | 3,5           |
| Dieter Dietze    | Freie Wähler         | 11,3          | 4,8           |
| –                | Tierschutz           | –             | 1,8           |
| –                | Piraten              | –             | 0,2           |
| –                | Die PARTEI           | –             | 0,9           |
| –                | BüSo                 | –             | 0,1           |
| –                | ADPM                 | –             | 0,3           |
| –                | Blaue #TeamPetry     | –             | 0,5           |
| –                | KPD                  | –             | 0,1           |
| –                | ÖDP                  | –             | 0,2           |
| –                | Die Humanisten       | –             | 0,1           |
| –                | PDV                  | –             | 0,1           |
| –                | Gesundheitsforschung | –             | 0,6           |

| Wahlberechtigte | 48.920 |
| Wahlbeteiligung | 65,8 % |

## Wahl 2014
Amtliches Endergebnis der Landtagswahl am 31. August 2014 im Wahlkreis 26 – Leipzig Land 4:
(Ergebnisse in Prozent)
| Direktkandidat        | Partei          | Direktstimmen | Listenstimmen |
| --------------------- | --------------- | ------------- | ------------- |
| Hannelore Dietzschold | CDU             | 45,9          | 44,7          |
| René Jalaß            | Die Linke       | 18,4          | 17,7          |
| Markus Bergforth      | SPD             | 12,3          | 11,7          |
| Christoph Waitz       | FDP             | 2,7           | 3,3           |
| Miro Jennerjahn       | GRÜNE           | 5,6           | 4,6           |
| Andreas Hufnagel      | NPD             | 4,8           | 5,0           |
| –                     | Tierschutz      | –             | 1,4           |
| Michael Behrend       | Piraten         | 1,2           | 0,9           |
| –                     | BüSo            | –             | 0,1           |
| –                     | DSU             | –             | 0,2           |
| Michael Buchwald      | AfD             | 9,1           | 8,6           |
| –                     | pro Deutschland | –             | 0,2           |
| –                     | Freie Wähler    | –             | 1,4           |
| –                     | Die PARTEI      | –             | 0,4           |

| Wahlberechtigte | 50.001 |
| Wahlbeteiligung | 48,3 % |

## Wahl 2009
Amtliches Endergebnis der Landtagswahl am 30. August 2009 im Wahlkreis 34 – Muldental 1:
(Ergebnisse in Prozent)
| Direktkandidat        | Partei          | Direktstimmen | Listenstimmen |
| --------------------- | --------------- | ------------- | ------------- |
| Hannelore Dietzschold | CDU             | 42,3          | 43,1          |
| Denny Trölenberg      | Die Linke       | 22,4          | 19,5          |
| Sebastian Will        | SPD             | 11,3          | 9,8           |
| Wolfgang Schroth      | NPD             | 7,8           | 7,4           |
| Bernd Rothgänger      | FDP             | 9,9           | 8,6           |
| Miro Jennerjahn       | GRÜNE           | 6,3           | 5,1           |
| –                     | Tierschutz      | –             | 2,4           |
| –                     | PBC             | –             | 0,3           |
| –                     | BüSo            | –             | 0,1           |
| –                     | DSU             | –             | 0,1           |
| –                     | REP             | –             | 0,2           |
| –                     | Freie Sachsen   | –             | 1,6           |
| –                     | FP Deutschlands | –             | 0,1           |
| –                     | Humanwirtschaft | –             | 0,1           |
| –                     | Piraten         | –             | 1,3           |
| –                     | SVP             | –             | 0,2           |

| Wahlberechtigte | 60.794 |
| Wahlbeteiligung | 52,4 % |

## Wahl 2004
Amtliches Endergebnis der Landtagswahl am 19. September 2004 im Wahlkreis 34 – Muldental 1:
(Ergebnisse in Prozent)
| Direktkandidat        | Partei     | Direktstimmen | Listenstimmen |
| --------------------- | ---------- | ------------- | ------------- |
| Angelika Pfeiffer     | CDU        | 42,2          | 43,5          |
| Andreas Röding        | PDS        | 24,0          | 23,1          |
| Joachim Schulmeyer    | SPD        | 12,4          | 10,2          |
| Jens Haubner          | GRÜNE      | 4,2           | 4,1           |
| Wolfgang Schroth      | NPD        | 10,0          | 10,0          |
| Claus-Joachim Lohmann | FDP        | 7,2           | 5,4           |
| –                     | DSU        | –             | 0,2           |
| –                     | PBC        | –             | 0,5           |
| –                     | GRAUE      | –             | 0,6           |
| –                     | BüSo       | –             | 0,2           |
| –                     | AUFBRUCH   | –             | 0,4           |
| –                     | DGG        | –             | 0,3           |
| –                     | Tierschutz | –             | 1,5           |

| Wahlberechtigte | 61.662 |
| Wahlbeteiligung | 58,9 % |

## Wahl 1999
Amtliches Endergebnis der Landtagswahl am 19. September 1999 im Wahlkreis 34 – Muldental 1:
(Ergebnisse in Prozent)
| Direktkandidat     | Partei          | Direktstimmen | Listenstimmen |
| ------------------ | --------------- | ------------- | ------------- |
| Angelika Pfeiffer  | CDU             | 52,8          | 57,5          |
| Joachim Schulmeyer | SPD             | 17,3          | 12,2          |
| Kerstin Köditz     | PDS             | 22,8          | 20,9          |
| –                  | GRÜNE           | –             | 2,1           |
| Wolfgang Ryll      | FDP             | 2,2           | 1,0           |
| –                  | BüSo            | –             | 0,1           |
| –                  | DSU             | –             | 0,2           |
| –                  | GRAUE           | –             | 0,2           |
| Falko Dittberner   | REP             | 1,5           | 1,3           |
| –                  | FP Deutschlands | –             | 0,0           |
| –                  | Pro DM          | –             | 1,6           |
| –                  | KPD             | –             | 0,1           |
| Marcus Müller      | NPD             | 3,3           | 2,5           |
| –                  | FORUM           | –             | 0,1           |
| –                  | PBC             | –             | 0,2           |

| Wahlberechtigte | 56.124 |
| Wahlbeteiligung | 59,7 % |

## Wahl 1994
Amtliches Endergebnis der Landtagswahl am 11. September 1994 im Wahlkreis 34 – Muldental 1:
(Ergebnisse in Prozent)
| Direktkandidat     | Partei | Direktstimmen | Listenstimmen |
| ------------------ | ------ | ------------- | ------------- |
| Werner Hubrich     | CDU    | 55,5          | 58,8          |
| Joachim Schulmeyer | SPD    | 31,2          | 19,0          |
| –                  | FDP    | –             | 1,5           |
| Mario Hecht        | GRÜNE  | 13,3          | 4,1           |
| –                  | DSU    | –             | 0,5           |
| –                  | REP    | –             | 1,3           |
| –                  | FORUM  | –             | 0,4           |
| –                  | PDS    | –             | 14,1          |
| –                  | SP     | –             | 0,3           |

| Wahlberechtigte | 50.403 |
| Wahlbeteiligung | 57,5 % |

## Bisherige Abgeordnete
Direkt gewählte Abgeordnete des Wahlkreises Leipzig Land 4 und seiner Vorgänger waren:
| Jahr | Name                  | Partei | Anteil der Direktstimmen |
| ---- | --------------------- | ------ | ------------------------ |
| 2019 | Kay Ritter            | CDU    | 32,2 %                   |
| 2014 | Hannelore Dietzschold | CDU    | 45,9 %                   |
| 2009 | Hannelore Dietzschold | CDU    | 42,3 %                   |
| 2004 | Angelika Pfeiffer     | CDU    | 42,2 %                   |
| 1999 | Angelika Pfeiffer     | CDU    | 52,8 %                   |
| 1994 | Werner Hubrich        | CDU    | 55,5 %                   |

## Landtagswahlen 1994–2019
Die Ergebnisse der Landtagswahlen seit 1994 im Gebiet des heutigen Wahlkreises Leipzig Land 4 waren (Listenstimmen): 
| Partei        | 1994 | 1999 | 2004 | 2009 | 2014 | 2019 |
| ------------- | ---- | ---- | ---- | ---- | ---- | ---- |
| CDU           | 59,0 | 57,7 | 43,5 | 43,1 | 44,7 | 35,0 |
| AfD           | –    | –    | –    | –    | 8,6  | 28,8 |
| PDS/Die Linke | 14,1 | 20,6 | 23,1 | 19,5 | 17,7 | 8,6  |
| SPD           | 18,8 | 12,2 | 10,2 | 9,8  | 11,7 | 8,1  |
| GRÜNE         | 4,2  | 2,3  | 4,1  | 5,1  | 4,6  | 5,6  |
| FDP           | 1,4  | 1,0  | 5,4  | 8,6  | 3,3  | 3,5  |
| NPD           | –    | 2,4  | 10,0 | 7,4  | 5,0  | 0,7  |
| Sonstige      | 2,5  | 3,9  | 3,7  | 6,5  | 4,6  | 9,7  |